# Marxists Internet Archive
Marxists Internet Archive (còn gọi là MIA hoặc Marxists.org) là một bách khoa thư trực tuyến phi lợi nhuận, lưu trữ một thư viện đa ngôn ngữ các công trình của các văn sĩ theo chủ nghĩa cộng sản, chủ nghĩa vô chính phủ và chủ nghĩa xã hội, chẳng hạn như Karl Marx, Friedrich Engels, Vladimir Lenin, Leon Trotsky, Joseph Stalin, Mao Trạch Đông, Rosa Luxemburg, Mikhail Bakunin, Peter Kropotkin và Pierre-Joseph Proudhon, cũng như công trình của các tác giả liên quan, hoặc thậm chí không liên quan như Tôn Tử. Bộ sưu tập này được xây dựng dựa trên một tập hợp các tài liệu gửi qua email và newsgroup, sau được biên tập thành một trang web gopher duy nhất vào năm 1993. Cơ sở dữ liệu của nó gồm hơn 180.000 tài liệu của 850 tác giả trong 80 thứ tiếng khác nhau, đều được phép truy cập miễn phí, song không nhất thiết là tự do về bản quyền.